# Yanick Lahens
Yanick Lahens (22 dicembre 1953) è una scrittrice haitiana.

## Biografia
Yanick Lahens è laureata alla Sorbona e nel 2014 ha vinto il Prix Femina col romanzo Bain de lune. Succede alla Camerunese Léonora Miano.

## Opere principali
- Tante Résia et les dieux, L'Harmattan, 141 pagine, 1994
- La petite corruption, Editions Memoire, 123 pagine, 1999
- Dans la maison du pere, La serpent a plumes, 155 pagine, 2000
- Il colore dell'alba (La Couleur de l'aube, 2008), Firenze, Barbes, 223 pagine, 2010
- Failles: récit, Sabine Wespieser, 160 pagine, 2010
- Guillaume et Nathalie, Sabine Wespieser, 172 pagine, 2013
- Bagno di luna (Bain de lune, Sabine Wespieser, 280 pagine, 2014), traduzione di Martina Bucci, Roma: Gremese, 2015